# 白芒翠灰蝶
白芒翠灰蝶（学名：Chrysozephyrus lingi），又名襯白翠灰蝶、蓬萊綠小灰蝶、白底綠灰蝶，为灰蝶科翠灰蝶屬下的一个种。本種原為Chrysozephyrus ataxus lingi亞種，後改列為獨立物種，為台灣特有種。

## 描述
成蟲展翅寬約38–43毫米，前翅略呈三角形，後翅扇形，具尾突，雌蝶翅形較圓。雄蝶翅背為翠綠金屬光澤，翅前緣與外緣有黑褐寬邊，尾突附近具銀白線條；翅腹白色，前翅有兩條淺褐紋，後翅中央有淺褐斑，外側另有褐色條紋，其中含橙環黑斑，肛角亦有橙與黑色斑點。雌蝶前翅背面具藍色光澤，後翅黑褐；腹面前翅深褐，基半與外緣具白紋，後翅腹面與雄蝶相似但色彩與斑紋更明顯。
卵為白色扁圓形，具稜刻與短刺狀突起。幼蟲淺黃綠色，體表有白毛，體側有黃白細紋。蛹為黃褐色縊蛹，散布黑褐斑，背中央具兩個圓斑及一條長紋。
本種與寬邊綠小灰蝶（Neozephyrus taiwanus）相似，惟翅上具明顯銀白線條可資辨識；另與單帶綠小灰蝶（Chrysozephyrus splendidulus）同樣以赤皮青岡為食，但後者卵突起較長，幼蟲具褐色紋路，亦可區分。

## 分佈
為臺灣特有種，主要棲息於中北部中央山脈一帶中高海拔山區。

## 棲地
棲息於闊葉林中，一年一世代，以卵越冬，成蟲5–8月出現，常見於寄主植物赤皮青岡的樹冠層活動。卵產於寄主頂芽基部，幼蟲取食新芽，成熟後於樹皮裂縫或地面枯枝落葉中化蛹。